# Пярт, Арво Августович
А́рво А́вгустович Пярт (эст. Arvo Pärt; род. 11 сентября 1935[…], Пайде) — эстонский композитор. Создатель авторского стиля тинтиннабули, в котором специфически воплотил принципы техники минимализма и эстетики «новой простоты». Заслуженный деятель искусств Эстонской ССР (1978). Лауреат двух Национальных премий Эстонии в области культуры (1998; 2009).

## Биография
Родился в городе Пайде 11 сентября 1935 года. Окончил Таллинское музыкальное училище. В 1963 году окончил Таллинскую консерваторию по классу композиции у Хейно Эллера. В 1950-х годах завершил свою первую вокальную композицию, кантату Meie aed («Наш сад») для детского хора и оркестра. С 1957 по 1967 год работал звукорежиссёром Эстонского радио. С 1962 писал саундтреки для кинофильмов и мультфильмов.
В 1960 году написал «Некролог» для оркестра, сочинённый в серийной технике. Девять месяцев спустя получил первую премию в конкурсе из 1200 произведений, устроенном Всесоюзным обществом композиторов.
Начиная с 1964 года написал ряд произведений с использованием техники коллажа — Коллаж на тему B-A-C-H (1964), Pro et contra (1966), Симфония № 2 (1966), Credo (1968). В них соединял две противоречивые идеи: современные авангардные техники и цитаты из Баха. Некоторые работники Эстонской филармонии, допустившие исполнение этого произведения без одобрения Союза композиторов, были уволены. В 1970-х гг. принял православное крещение (крещён под именем Арефа).
После «Credo» приостановил композиторскую работу. В поисках собственного стиля изучал старинную (преимущественно католическую) музыку — cantus planus, технику средневековой изоритмии и ренессансного фобурдона, франко-фламандскую полифонию, что нашло отражение в ряде сочинений. В 1976 году вернулся к активной творческой деятельности.
Благодаря еврейскому происхождению жены в 1980 году с семьёй эмигрировал из СССР по израильской визе. Жил сначала в Вене, где подписал договор с крупным нотным издательством «Universal Edition», в 1981 переехал в Берлин. С 2010 года постоянно живёт в Эстонии.
В 2018 году в деревне Лауласмаа, где живёт композитор, открылся "Центр Арво Пярта".

## Личная жизнь
Женат. Жена - Нора Пярт, еврейка.  В 1980 году супруги эмигрировали из СССР.  На Западе его музыка оказалась востребованной. Издавался достаточно широко и переиздаётся (включая грамзаписи) до настоящего времени.

## Творчество
При том что Пярт экспериментировал в различных техниках и стилевых моделях, среди которых изоритмия («Modus»), минимализм («Fratres»), серийность («Trivium»), неоклассицизм и коллаж («Коллаж на тему BACH»), сонорика («Если бы Бах разводил пчёл») и т. д., он не примкнул ни к одной из авангардных школ и в целом не поддержал радикализм, характерный для эстетики музыкального авангарда XX в.
Собственный стиль композитор определяет (начиная с 1976 года) метафорически — как тинтинабули (букв. «колокольчики»; подразумеваются небольшие церковные колокола с характерными «призвуками»). О музыке в этом стиле сам Пярт говорил:

Каждая фраза дышит самостоятельно. Её внутренняя боль и снятие этой боли, неразрывно связанные, и образуют дыхание <…> [В паузах нужно] научиться слушать тишину, уметь прочувствовать вибрацию каждого звука, его дление и переход в другой звук, весомость этого шага <…> Нельзя торопиться. Надо взвешивать каждый шаг от одной точки до другой на нотной бумаге. Надо, чтобы шаг был совершен только после того, как ты пропустил все возможные ноты через своё «чистилище». Тогда звук, претерпевший до конца все испытания, будет истинным.
Музыку Пярта иногда относят к стилевому направлению «новой простоты» (нем. neue Einfachheit, англ. New Simplicity), а также (в англоязычной прессе) называют «духовным минимализмом» и «новой благозвучной музыкой». «Простой» в зрелой музыке Пярта считается гармония (расширенная тональность с ясно ощущаемой опорой на трезвучие, скупо украшенное мягкими «призвуками», то есть дополнительными конструктивными элементами вертикали), ритм (неоднократно повторяемые ритмоформулы, так называемые «паттерны»), силлабический распев текста, прозрачная гомофонная фактура (нередко — контурное двухголосие) и т. д.

### Авторские переложения и редакции
На протяжении жизни Пярт неоднократно редактировал собственную музыку. Наиболее часто редакция Пярта представляла собой переложение своего сочинения для иного (по сравнению с первоначальным) инструмента либо состава инструментов. Так, «Сумма», написанная первоначально (1977) как хоровое сочинение на текст католического Credo, было переложена в том же году дважды — для квартета продольных флейт и для гитарного дуэта, в 1991 — для струнного квартета и струнного оркестра, а в 2009 — для квартета саксофонов. «Зеркало в зеркале», написанное в 1978 для органа, в тот же год было переписано неоднократно, для разных составов. Рекордсмен в этом отношении — инструментальная композиция «Fratres» (1977), которая претерпела около 20 обработок.
По утверждению митрополита Илариона (Алфеева), на творческое и личное мировоззрение Пярта значительно повлияло общение с архимандритом Софронием (Сахаровым), учеником и биографом преподобного Силуана.
В ответ на убийство журналистки Анны Политковской Пярт объявил, что все его работы, написанные в 2006—2007 годах, будут посвящены её памяти (впрочем, по крайней мере, одно из сочинений тех лет посвящено памяти другого человека, писателя и президента Эстонии Леннарта Мери). Написанную в 2008 году симфонию № 4 «Лос Анджелес» Пярт посвятил Михаилу Ходорковскому.

## Признание

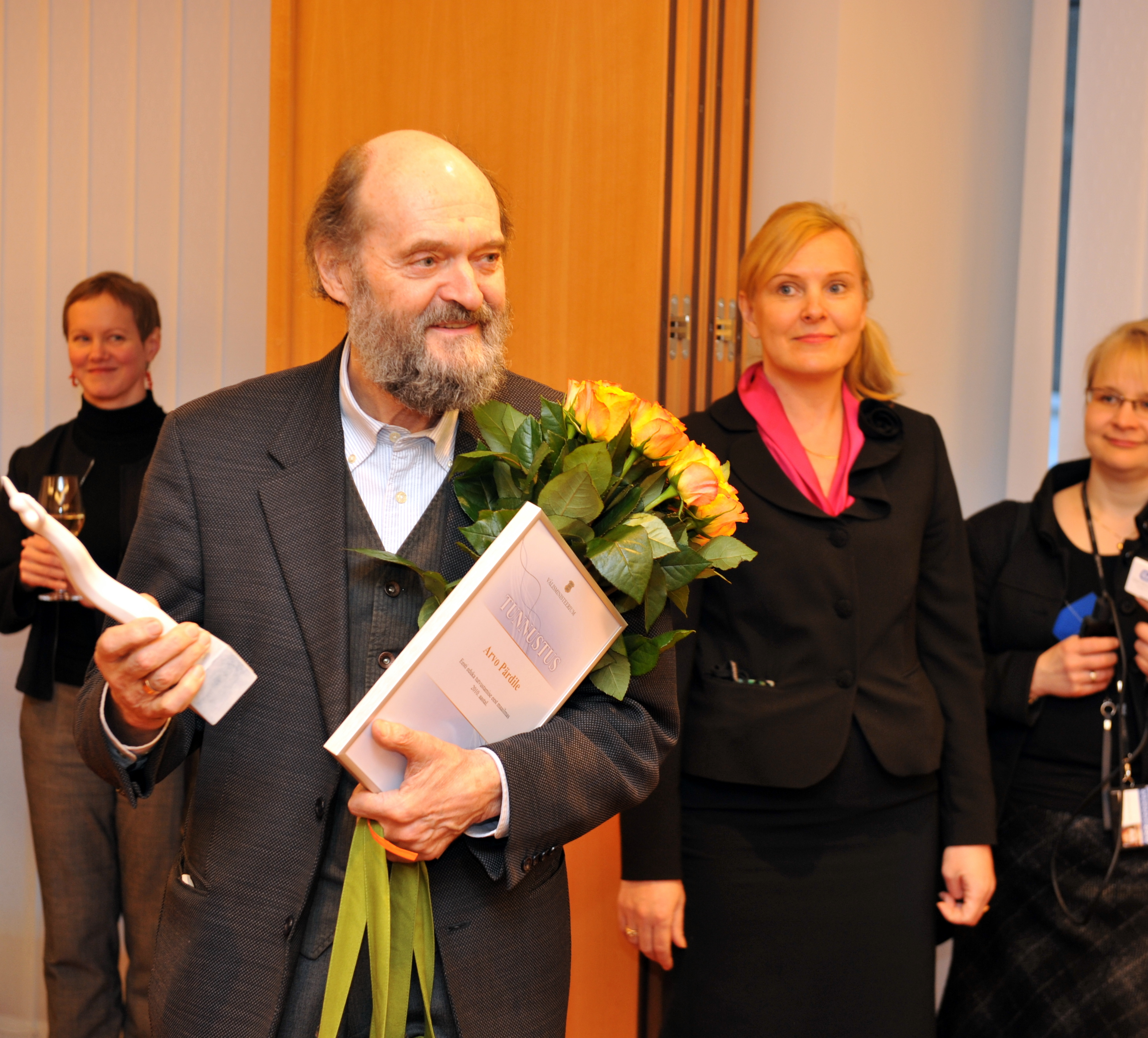
Арво Пярт в 2011 году

Пярт удостоен нескольких наград и почётных званий:
- Командор ордена искусств литературы (Франция).
- Заслуженный деятель искусств Эстонской ССР (1978).
- Доктор honoris causa Музыкальной академии Таллина (1990).
- Почётный член Королевской шведской музыкальной академии (1991).
- Почётный член Американской академии искусств и литературы (1996).
- Премия «Триумф» (1997, Россия).
- Орден Государственного герба 2 класса (9 февраля 1998 года)[14].
- Национальная премия Эстонии в области культуры (1998).
- Доктор honoris causa университета Тарту (1998).
- Вошёл в составленный в 1999 году по результатам письменного и онлайн-голосования список 100 великих деятелей Эстонии XX века[15].
- Орден Государственного герба 1 класса (6 февраля 2006 года)[16].
- Международная премия «Балтийская звезда» (2007)[17].
- Австрийский почётный крест «За науку и искусство» I класса (2008, Австрия)[18].
- Лауреат датской музыкальной премии Леони Соннинг (Копенгаген, 2008).
- Кинопремия «Белый слон» в номинации «Лучшая музыка» (Россия, 2008) — за фильм «Изгнание»[19].
- Национальная премия Эстонии в области культуры (2009).
- Почётный доктор музыки Сент-Эндрюсского университета (2010).
- Консультант Папского совета по культуре (2011).
- Академик АН Эстонии (2011).
- Знак «Герб Таллина» (2011).
- Кавалер ордена Почётного легиона (октябрь 2011 года, Франция)[20].
- В сентябре 2013 года Арво Пярт стал членом Ордена святого апостола Андрея после того, как Патриархом Константинопольским Варфоломеем ему был присвоен титул архонта[21].
- Императорская премия (2014).
- Офицер ордена «За заслуги перед культурой»[рум.] в категории E «Национальное Культурное Наследие» (2015, Румыния)[22].
- Почётный доктор Оксфорда (2016).
- Командор ордена Оранских-Нассау (12 июня 2018 года, Нидерланды)[23].
- Золотая медаль «За заслуги в культуре Gloria Artis» (2018, Польша)[24].
- Крест Признания 2 степени (8 апреля 2019 года, Латвия)[25].
- Почётный гражданин Харьюмаа (2019).
- Большой крест ордена «За заслуги перед Федеративной Республикой Германия» (2021, Германия)[26].
- Офицер ордена Дубовой короны (2022, Люксембург)[27].
- Крест «За заслуги» I класса (2022, Министерство иностранных дел Эстонии)[28].
- Командор Большого креста ордена Полярной звезды (2 мая 2023 года, Швеция)[29].
- Polar Music Prize (2023)[30].
- Золотая медаль Королевского филармонического общества Великобритании (2024)[31].
- Командор ордена Культурных заслуг (2025, Монако)[32][33].

Серия документальных фильмов о творчестве Арво Пярта «Arvo Part — And Then Came the Evening and the Morning» (1990), «Arvo Pärt: 24 Preludes for a Fugue» (2002), «Proovime Pärti» (2012), «Mängime Pärti» (2013) и «Arvo Pärt — Isegi kui ma kõik kaotan» (2015) была снята его шурином — режиссёром-документалистом, сценаристом и оператором Дорианом Супиным (род. 1948).
Музыка Пярта использовалась в российском кино, в том числе в фильмах «Покаяние» и «Изгнание», в документальных фильмах «Русский заповедник» и «Гении и злодеи». Композиция «Spiegel im Spiegel» используется в начальной заставке с диваном четвёртого эпизода двадцать пятого сезона мультсериала «Симпсоны».
Эстонский дирижёр Тыну Кальюсте получил в 2014 году премию «Грэмми» за исполнение «Адамова плача» Пярта в категории «лучшее хоровое исполнение».

## Критика
Композитор и музыковед Владимир Мартынов, говоря о последнем, что ему нравилось в современной музыке, назвал «предпоследние вещи Пярта, которые были написаны где-то в конце 80-х годов». При этом он высказался о его Четвёртой симфонии («Лос-Анджелес. Посвящается Ходорковскому») как об очень слабом и политически мотивированном произведении:
Это вообще нонсенс какой-то. Пярт, пишущий про Ходорковского… Я не знаю, что должно было случиться, но, по-моему, ему самому должно быть стыдно. <...> это очень слабое произведение, иначе быть не может, потому что… Ну, Пярту заниматься политикой… Кто-то его заставил, наверно… Нет, ну по-хорошему: хороший человек страдает, почему бы чего-нибудь там не написать…

## Список сочинений (выборка)

### Для голосов и оркестра
- Наш сад («Meie aed»), кантата для детского хора и оркестра (1959/2003)
- Credo[39] для фортепиано, хора и оркестра (1968)
- Песня пилигрима (нем. Wallfahrtslied), для тенора или баритона и струнного оркестра (1984/2000)
- Te Deum[40] для хора, струнного оркестра и магнитофонной записи (1984-5, ред. 1992)
- Берлинская месса, для хора и органа или струнного оркестра (1992)
- Литания для солистов, хора и оркестра (1994)
- Как лань охотно стремится [к источникам вод] (исп. Como cierva sedienta)[41], для сопрано, хора и оркестра (1998)
- Песни восхождения (фр. Cantiques des degrés), для хора и оркестра (1999/2002)
- Цецилия, дева Римская (итал. Cecilia, vergine Romana), для хора и оркестра (1999/2002)
- In principio[42], для хора и оркестра (2003)

### Для голоса и ансамбля
- На реках вавилонских (нем. An den Wassern zu Babel), для солистов или хора и органа или ансамбля (1976/1984)
- Саре было девяносто лет, для трёх солистов, ударных и органа (1977/1990)
- De profundis (Псалом 129) для хора, ударных и органа (1980)
- Страсти по Иоанну, для солистов, вокального ансамбля, хора и инструментального ансамбля (1982)
- Песня прялки (нем. Es sang vor langen Jahren), для альта (голоса), скрипки и альта (инструмента) (1984)
- Stabat Mater, для трёх солистов и струнного трио (1985)
- Miserere (Псалом 50), для солиста, хора и ансамбля (1989)
- Две колыбельные (нем. Zwei Wiegenlieder), для двух женских голосов и фортепиано (2002)
- Преподобный Агафон (фр. L’Abbé Agathon)[43], для сопрано и четырёх виолончелей (2004; ред. для других составов 2005 и 2008)

### Для хора (и органа)
- Силлабическая месса (лат. Missa syllabica), для хора и органа (1977)
- Верую (Credo), для хора (1977)
- Два славянских псалма (пс. 130 и пс. 96), для хора и солистов a cappella (1984)
- Магнификат, для хора (1989)
- Богородице Дево радуйся, для хора (1990)
- Блаженства (англ. Beatitudes, 1990; 2-я лат. редакция — 2001), для смешанного хора и органа
- Блаженный Петроний (лат. Beatus Petronius), для смешанного хора и 2 органов (1990)
- Statuit ei Dominus[44], для двух смешанных хоров и двух органов (1990)
- Я есмь истинная виноградная лоза (англ. I am the true vine), для смешанного хора a cappella (1996)
- После победы (итал. Dopo la vittoria), для хора (1996)
- Покаянный канон, для хора (1997)
- Женщина с алавастровым сосудом (англ. The woman with the alabaster box; на Мф 26:6-13), для смешанного хора a cappella (1997)
- Подношение кесарю (англ. Tribute to Caesar), для смешанного хора a cappella (1997)
- Триодь (Triodion), для хора[45] (1998)
- Литлморский тракт (англ. Littlemore Tractus)[46], для смешанного хора и органа (2000)
- Который был Сыном… (англ. Which Was the Son of…)[47] (2000)
- Nunc dimittis[48], для хора (2001)
- Мир тебе, Иерусалим (англ. Peace upon you, Jerusalem), для женского хора (2002)
- Salve Regina, для смешанного хора и органа (2001)
- Da pacem Domine[49], для смешанного хора и солистов a cappella (2004)
- Гимн для оксфордского колледжа Св. Иоанна (2005)
- Адамов плач (2009)

### Для оркестра
- Некролог, для оркестра op.5 (1960)
- Симфония № 1 «Полифоническая», op.9 (1963)
- Perpetuum mobile[50], для оркестра op.10 (1963)
- Симфония № 2 (1966)
- Симфония № 3 (1971)
- Если бы Бах разводил пчёл (нем. Wenn Bach Bienen gezüchtet hätte), для фортепиано, духового квинтета, струнного оркестра и ударных (1976)
- Fratres[51] для камерного ансамбля (1976 и позже, написано много версий)
- Arbos[52] для медных духовых и ударных (1977/1986)
- Cantus (памяти Бенджамина Бриттена), для струнного оркестра и колокола (1977)
- Псалом, для струнного оркестра (1985/1995/1997)
- Festina lente[53], для струнного оркестра и арфы (1988)
- Сумма (Summa), для струнного оркестра (1991)
- Песнь Силуана (англ. Silouans Song) для струнного оркестра (1991)
- Трисвятое (Trisagion), для струнного оркестра (1992)
- Вершины и ухабы моего пути (нем. Mein Weg hat Gipfel und Wellentäler), для 14-ти струнных инструментов и ударных (1999)
- Восток-Запад (англ. Orient and Occident), для струнного оркестра (2000)
- Памяти Леннарта (Lennartile / Für Lennart), для струнного оркестра (2006)
- Плащаница (итал. La Sindone), для оркестра и ударных (2006)
- Симфония № 4 «Лос-Анджелес» (2008)[54]

### Для инструментов и оркестра
- Коллаж на B-A-C-H (фр. Collage sur B-A-C-H), для гобоя, струнного оркестра, клавесина и фортепиано (1964)
- Маленький концерт на B-A-C-H (нем. Concerto piccolo über B-A-C-H), для трубы, струнного оркестра, клавесина и фортепиано (1964)
- Pro et contra[55], концерт для виолончели и оркестра (1966, для Мстислава Ростроповича)
- Tabula rasa, концерт для двух скрипок, струнного оркестра и приготовленного фортепиано (1977)
- Позвольте… (нем. Darf ich), для скрипки, колокола in Cis (ad lib.) и струнного оркестра (1995/1999)
- Lamentate. Дань почтения А.Капуру и его скульптуре Марсий[56], для фортепиано с оркестром (2002)

### Для инструментов (соло и ансамбли)
- 2 сонатины, op.1, для фортепиано (1958/1959)
- Для Алины (нем. Für Alina), для фортепиано (1976)
- На выздоровление Аринушки. Вариации (нем. Variationen zur Gesundung von Arinuschka), для фортепиано (1977)
- Зеркало в зеркале (нем. Spiegel im Spiegel), для скрипки или виолончели и фортепиано (1978)
- Гимн великому городу (англ. Hymn to a Great City)[57], для двух фортепиано (1984; 2-я ред. 2000)
- Сумма (Summa) для струнного квартета (1990)
- Mozart-Adagio, для скрипки, виолончели и фортепиано (1992/1997)[58]
- Пассакалия, для скрипки и фортепиано (2003)
- Annum per annum[59], для органа (1980)
- Pari intervallo[60], для органа (1980; обработки для др. составов 1980, 1995, 2008)

### Музыка к кинофильмам и мультфильмам
- Маленький мотороллер (1962)
- Оператор Кыпс (1964)
- Последний трубочист (1964)
- Родник в лесу (1973)
- Бриллианты для диктатуры пролетариата (1975)
- Дознание пилота Пиркса (1979)
- Джерри (англ. Gerry, 2002)
- Рай (англ. Heaven, 2002)
- Изгнание (2007)
- Новый Папа (2020)

## Участие в фильмах

### Игровое кино
- Бриллианты для диктатуры пролетариата (1975) — тапёр в ресторане (в титрах не указан)

### Документальное кино
- Арво Пярт — И был вечер, и было утро (англ. Arvo Pärt — And Then Came the Evening and the Morning) (1990)
- Арво Пярт: 24 прелюдии для фуги (англ. Arvo Pärt: 24 Preludes for a Fugue) (2002)
- Репетируя Пярта (эст. Proovime Pärti) (2012)
- Играя Пярта (эст. Mängime Pärti) (2013)
- Арво Пярт — Даже если я всё потеряю (эст. Arvo Pärt — Isegi kui ma kõik kaotan) (2015)